# Вернуть Бена
«Вернуть Бена» (англ. Ben is Back) — американский драматический фильм режиссёра и сценариста Питера Хеджеса.

## Сюжет
Бен Бёрнс решает под Рождество покинуть реабилитационный центр и вернуться домой. Его мать радуется возвращению сына, но в день встречи с ним понимает, что он всё тот же и у неё всего сутки, чтобы уберечь парня от беды.

## Актёрский состав
- Лукас Хеджес — Бен Бёрнс, брат Айви, сын Холли и пасынок Нила
- Джулия Робертс — Холли Бёрнс, мать Бена и Айви, жена Нила
- Кэтрин Ньютон — Айви Бёрнс, сестра Бена, дочь Холли и падчерица Нила
- Александра Парк — Кара К
- Кортни Б. Вэнс — Нил Бёрнс, отчим Бена и Айви, муж Холли

## Производство
Проект с Лукасом Хеджесом и Джулией Робертс в главных ролях был объявлен в октябре 2017 года. В ноябре к актёрскому составу фильма присоединились Кэтрин Ньютон и Александра Парк. В декабре к касту присоединился Кортни Б. Вэнс.

## Релиз
В июле 2018 года компании Roadside Attractions, LD Entertainment и Lionsgate приобрели дистрибьюторские права на фильм, также объявив премьерную дату — 7 декабря 2018 года. Мировая премьера картины состоялась в рамках Международного кинофестиваля в Торонто в сентябре 2018 года.